# المفتش العام لوزارة الخارجية الأمريكية
 يرأس المفتش العام بوزارة الخارجية مكتب المفتش العام بوزارة الخارجية وهو مسؤول عن الكشف والتحقيق في الفساد والاحتيال وإساءة الاستخدام وسوء الإدارة في وزارة الخارجية الأمريكية. في الإدارة، المفتش العام له رتبة معادلة لمساعد وزير.

## قائمة المفتشين العامين لوزارة الخارجية والخدمة الخارجية
| اسم                       | بداية الفترة   | نهاية الفترة   | الرئيس                                     |
| ------------------------- | -------------- | -------------- | ------------------------------------------ |
| ريمون ميللر               | 19 نوفمبر 1957 | 31 أكتوبر 1960 | دوايت أيزنهاور                             |
| جيرالد أ. درو             | 13 نوفمبر 1960 | 31 مايو 1962   | دوايت أيزنهاور وجون كينيدي                 |
| نوريس هاسيلتون            | 10 يونيو 1962  | 31 يوليو 1964  | جون كينيدي                                 |
| فريزر ويلكنز              | 23 يوليو 1964  | 8 أغسطس 1971   | جون كينيدي، ليندون جونسون، وريتشارد نيكسون |
| توماس دبليو مكيلهيني      | 1 يوليو 1971   | 18 يوليو 1973  | ريتشارد نيكسون                             |
| جيمس سوترلين              | 15 أكتوبر 1973 | 31 أغسطس 1974  | ريتشارد نيكسون                             |
| وليام شوفيل               | 16 أبريل 1975  | 29 نوفمبر 1975 | جيرالد فورد                                |
| روبرت ساير                | 25 نوفمبر 1975 | 1 مايو 1978    | جيرالد فورد وجيمي كارتر                    |
| تيودور إليوت              | 5 يوليو 1978   | 16 أكتوبر 1978 | جيمي كارتر                                 |
| روبرت سي بروستر           | 15 يناير 1979  | 18 يناير 1981  | جيمي كارتر                                 |
| روبرت ل.براون             | 7 يوليو 1981   | 30 يونيو 1983  | رونالد ريغان                               |
| وليام كالدويل هاروب       | 12 ديسمبر 1983 | 27 أغسطس 1986  | رونالد ريغان                               |
| شيرمان م. فانك            | 14 أغسطس 1987  | 15 فبراير 1994 | رونالد ريغان، جورج بوش الأب، وبيل كلينتون  |
| جاكلين ل. ويليامز-بريدجرز | 7 أبريل 1995   | 31 يناير 2001  | بيل كلينتون                                |
| كلارك إيرفن               | 3 أغسطس 2001   | 23 يناير 2003  | جورج دبليو بوش                             |
| هوارد كرونجارد            | 2 مايو 2005    | 15 يناير 2008  | جورج دبليو بوش                             |
| ستيف لينيك                | 30 سبتمبر 2013 | 15 مايو 2020   | باراك أوباما ودونالد ترامب                 |
| ستيفن أكارد               | 15 مايو 2020   | حتى الآن       | دونالد ترامب                               |

## شغور المنصب خلال ولاية كلينتون
طوال فترة ولاية وزيرة الخارجية هيلاري كلينتون، لم يكن هناك مفتش عام دائم في وزارة الخارجية. علاوة على ذلك، لم يرشح الرئيس باراك أوباما أي شخص لهذا المنصب عندما كانت وزيرة.

## روابط خارجية
- مؤرخ وزارة الخارجية عن المفتش العام لوزارة الخارجية
- موقع المفتش العام